# Consejo Superior de Justicia de Andorra
El Consejo Superior de Justicia del Principado de Andorra es el órgano de representación, gobierno y administración de la organización judicial en Andorra y vela por la independencia y el buen funcionamiento de la justicia. Nombra a los Batlles, Magistrados y Secretarios Judiciales y ejerce la función disciplinaria; y desde el día 1 de julio de 2004 nombra también a los funcionarios y agentes de la Administración de Justicia. También designa, de entre los Batlles y Magistrados que hayan sido nombrados, a los Presidentes del Tribunal de Batlles, del Tribunal de Cortes y del Tribunal Superior de Justicia.
Este Consejo Superior de la Justicia se compone de cinco miembros designados entre andorranos mayores de 25 años y conocedores de la Administración de Justicia, uno por cada Copríncipe, uno por síndico general, uno por jefe de Gobierno y un Magistrados y Batlles. El mandato de los miembros del Consejo Superior de la Justicia es de seis años, sin posibilidad de ejercerlo más de una vez consecutiva.
El miembro nombrado por el Síndico General es el presidente nato del Consejo Superior de la Justicia y ostenta su representación. Entre los miembros que componen el Consejo se elige un vicepresidente y un miembro-secretario.

## Historia
El título VII de la Constitución del Principado de Andorra, la exposición de motivos y el título II de la Ley cualificada de la Justicia (LQJ) han consagrado la separación de poderes en un Estado de derecho democrático.
Asimismo, la práctica institucional post-constitucional de conformidad con este espíritu de instauración de un tercer poder independiente -la Justicia-, ha puesto de relieve la figura del tercer personaje institucional: el presidente del Consejo Superior de la Justicia de Andorra (CSJA). Él representa en toda la acepción jurídica del término el "Consejo Superior de la Justicia" y, más allá, el poder judicial en general.
El espíritu y la letra de la Constitución y de la Ley cualificada de la Justicia, en el ordenamiento andorrano, consagran una desvinculación total del Ejecutivo con el Consejo Superior de la Justicia. En paralelo, refuerzan su independencia y su carácter democrático, mediante el nombramiento del presidente de este Consejo por el síndico general, emanación de la voluntad popular y del escrutinio.

## Misiones
Según el mismo artículo 89, apartado 1, y la exposición de motivos de la Ley cualificada de la Justicia, el CSJ "como órgano de representación, gobierno y administración de la organización judicial, vela por la independencia y el buen funcionamiento de la justicia ".
I. La misión de velar por la independencia
La justicia, como tercer poder, queda representada por el Consejo Superior de la Justicia y, en particular, por su presidente en todos los actos públicos. Protocolariamente, el presidente del CSJA debe recibir el tratamiento debido al tercer personaje del Estado. Dicha misión de velar por la independencia de la Justicia implica dos vertientes: la independencia de los actos de justicia (1) y la independencia de los miembros de la Administración de Justicia (2). 1) La independencia de los actos de justicia Los actos de la autoridad judicial gozan de un régimen particular que les permite sustraerse a la sujeción de cualquier autoridad y, en particular, de la autoridad política. La autoridad de cosa juzgada confiere a las decisiones judiciales fuerza de verdad legal. La tarea del CSJ es velar por el respeto de este principio. 2) La independencia de los miembros de la Administración de Justicia En cuanto a los miembros, el principio de inamovilidad de los magistrados queda consagrado en el artículo 85 de la Constitución, así como en los artículos 67 y 68 de la LQJ. La misión del CSJ es velar para que no hayan interferencias de ningún tipo que puedan entorpecer dicho principio de inamovilidad.
II. La misión de velar por el buen funcionamiento de la justicia
Dicha misión pasa también por los que dispone el artículo 89, apartado 3, de la Constitución: "El Consejo Superior de la Justicia nombra a los alcaldes y magistrados, ejerce sobre ellos la función disciplinaria y promueve las condiciones para la Administración de Justicia disponga de los medios adecuados para su buen funcionamiento. "Así pues es el responsable de la gestión de los recursos humanos (1), materiales y financieros (2) de la Administración de Justicia. 1) La gestión de los recursos humanos Esta función incluye el reclutamiento de los alcaldes y magistrados de la Administración de Justicia, es decir la determinación de los puestos a proveer, con la ulterior selección de los candidatos, su nombramiento y la toma de juramento. El CSJ también asume el control formal de la actividad de los alcaldes, magistrados y otros funcionarios de la Administración de Justicia y, en particular, el control disciplinario. Desde el primero de julio de 2004, después de la entrada en vigor de la Ley de la Función Pública de la Administración de Justicia, el CSJ dispone de una regulación propia de su régimen de función pública. De este modo, el CSJ impulsando el contenido de dicha ley, dispone de los recursos humanos que garanticen la prestación del servicio público al ciudadano. 2) La gestión de los recursos materiales y financieros La gestión de los recursos materiales de la Administración de Justicia incluye la gestión de los medios puramente materiales, como son los locales, el mobiliario y equipamientos diversos. La gestión de los recursos financieros se puede desglosar en dos operaciones: la elaboración del presupuesto general de la Administración de Justicia y el

## Competencias
El artículo 89, apartado 3, de la Constitución también menciona que el CSJ con el fin de velar por el buen funcionamiento de la justicia, "podrá emitir informes con motivo de la tramitación de leyes que afecten a la justicia o para dar cuenta de la situación de esta ".
De esta función se deriva un auténtico asesoramiento jurídico y técnico del CSJ en cuanto a la elaboración de proyectos de ley que puedan, de cualquier manera, tener una incidencia directa o indirecta en la organización y funcionamiento de los tribunales o de la Justicia en general, o bien que afecten de manera más global la independencia o la intangibilidad del poder judicial.
El artículo 37 de la Ley cualificada de la Justicia prevé dos tipos de informes que el CSJ puede emitir: unos para "dar cuenta de la situación y funcionamiento de la Administración de Justicia" (1) y otros por "promover mejoras en las leyes de ámbito judicial "(2).
1) Los informes para "dar cuenta de la situación y funcionamiento de la Administración de Justicia"
Este tipo de informes requieren una tarea previa, por parte de todos los tribunales, de recogida de la información y de envío de la referida información al CSJ. Este último queda claramente encargado de la síntesis de esta información y de la redacción final. Estos informes deberían tener una periodicidad al menos anual y podrán incluir diferentes aspectos, tales como la gestión del personal, de los materiales y de los fondos otorgados a la Administración de Justicia.
2) Los informes "para promover mejoras en las leyes de ámbito judicial"
Esta facultad no sólo debe entenderse en el sentido más estricto, como una promoción de mejoras en las leyes de ámbito judicial existentes, sino que el CSJ la puede definir en la urgencia de una iniciativa legislativa; por ejemplo, proponiendo proyectos normativos en ciertas materias aún no reglamentadas, pero que puedan afectar la Administración, o el funcionamiento de la justicia y del poder judicial globalmente entendido.
Podemos pues concluir que la función global del CSJA puede ser definida no sólo como un órgano de administración diaria, sino como la garantía de la independencia de la Justicia y como el motor de la racionalización y de la adaptación, y, por tanto, de la modernización continua de la Justicia.

## Composición y mandatos
Según el apartado 2 del artículo 89 de la Constitución del Principado de Andorra, "el Consejo Superior de la Justicia se compone de cinco miembros designados entre andorranos mayores de veinte y cinco años y conocedores de la Administración de Justicia , uno por cada copríncipe, uno por el síndico general, uno por jefe de Gobierno y un elegido por los magistrados y alcaldes. su mandato es de 6 años y no pueden ser reelegidos más de una vez consecutiva ". 
El síndico general designa el presidente del Consejo Superior de la Justicia. 
El día 4 de noviembre de 2011, toman posesión los miembros del Consejo Superior de la Justicia por el cuarto mandato:
- Sr. Enric CASADEVALL MEDRANO, presidente, nombrado por el síndico general. 
- Sr. Jaume SANSA René, vicepresidente, nombrado por el Jefe de Gobierno. 
- Sr. Antoni ALEIX CAMPO, nombrado por el Copríncipe Francés 
- Sr. Jordi Visentin GUITART, nombrado por el Copríncipe Episcopal. 
- Sr. Josep Maria CAIRAT VILLA, elegido por los miembros del Cuerpo Judicial.
El día 26 de octubre de 2005 toman posesión los miembros del Consejo Superior de la Justicia por el tercer mandato, a saber:
- Sr. Lluís MONTANYA TARRÉS, presidente, nombrado por el Síndic General 
- Sr. José María CAIRAT VILLA, vicepresidente, nombrado por el Jefe de Gobierno 
- Sr. Francisco Cerqueda Pascuet, nombrado por el Copríncipe Francés 
- Sr. Jordi Visentin GUITART, nombrado por el Copríncipe Episcopal 
- Sra. Mª Teresa ARMENGOL BONET, elegida por los miembros del Cuerpo Judicial.
El 25 de octubre de 1999, finaliza el mandato de este primer Consejo Superior de la Justicia y, el 28 de octubre del mismo año, toman posesión los miembros del segundo y actual Consejo Superior de la Justicia:
- Sr. Marc VILLA RIBA, presidente, nombrado por el síndico general. 
- Sr. Francisco Cerqueda Pascuet, vicepresidente, nombrado por el Copríncipe Francés. 
- Sr. Josep M. VIOLA SAURET, nombrado por el Copríncipe Episcopal. 
- Sr. Agustín PIFARRÉ ARENY, nombrado por el Jefe de Gobierno. 
- Sr. Jacint Riberaygua Caelles, elegido por los miembros del Cuerpo Judicial
Por acuerdo de 25 de octubre de 1993, se constituye el primer Consejo Superior de la Justicia del Principado de Andorra con los siguientes miembros:
- Sr. Josep MARSAL RIBA, presidente, nombrado por el síndico general. 
- Sr. Josep M. VIOLA SAURET, vicepresidente, nombrado por el Copríncipe Episcopal. 
- Sr. André PIGOT, miembro-secretario, nombrado por el Copríncipe Francés. 
- Sr. Antoni ALEIX Santu, nombrado por el Jefe de Gobierno. 
- Sr. Estanislau SANGRA FUENTE, elegido por los miembros del Cuerpo Judicial.
El día 12 de julio de 2017 tomaba posesión del cargo como miembro del Consejo Superior de la Justicia:
-Sra. Maria Carmen TORRES Orpinell, nombrada por el Jefe de Gobierno
El día 13 de noviembre lo hacían:
-Sr. Enric CASADEVALL MEDRANO, presidente, nombrado por el síndico general. 
- Sr. Joan CABEZA GIMÉNEZ, nombrado por el Copríncipe Francés 
- Sra Olga Adellach COMA. nombrada por Copríncipe Episcopal. 
- Sr. Claudia ARIAS ALIS, elegida por los miembros del Cuerpo Judicial.